# Emeterio González
Emeterio González (ur. 12 grudnia 1977 w Pinar del Rio) – kubański lekkoatleta specjalizujący się w rzucie oszczepem.
Ósmy zawodnik finałowego konkursu rzutu oszczepem podczas Igrzysk Olimpijskich Sydney 2000 (uzyskał wynik 83,33). Trzykrotny złoty medalista Igrzysk Panamerykańskich (1995, 1999, 2003). Wicemistrz Uniwersjady 1997. Dwa razy brał udział w mistrzostwach świata (Ateny 1997 i Sewilla 1999). Trzeci zawodnik Pucharu świata (Madryt 2002). W 1992 w Seulu zajął 6. miejsce w mistrzostwach świata juniorów. Rekord życiowy: 87,12 (3 czerwca 2000, Jena).